# كوديم متباين

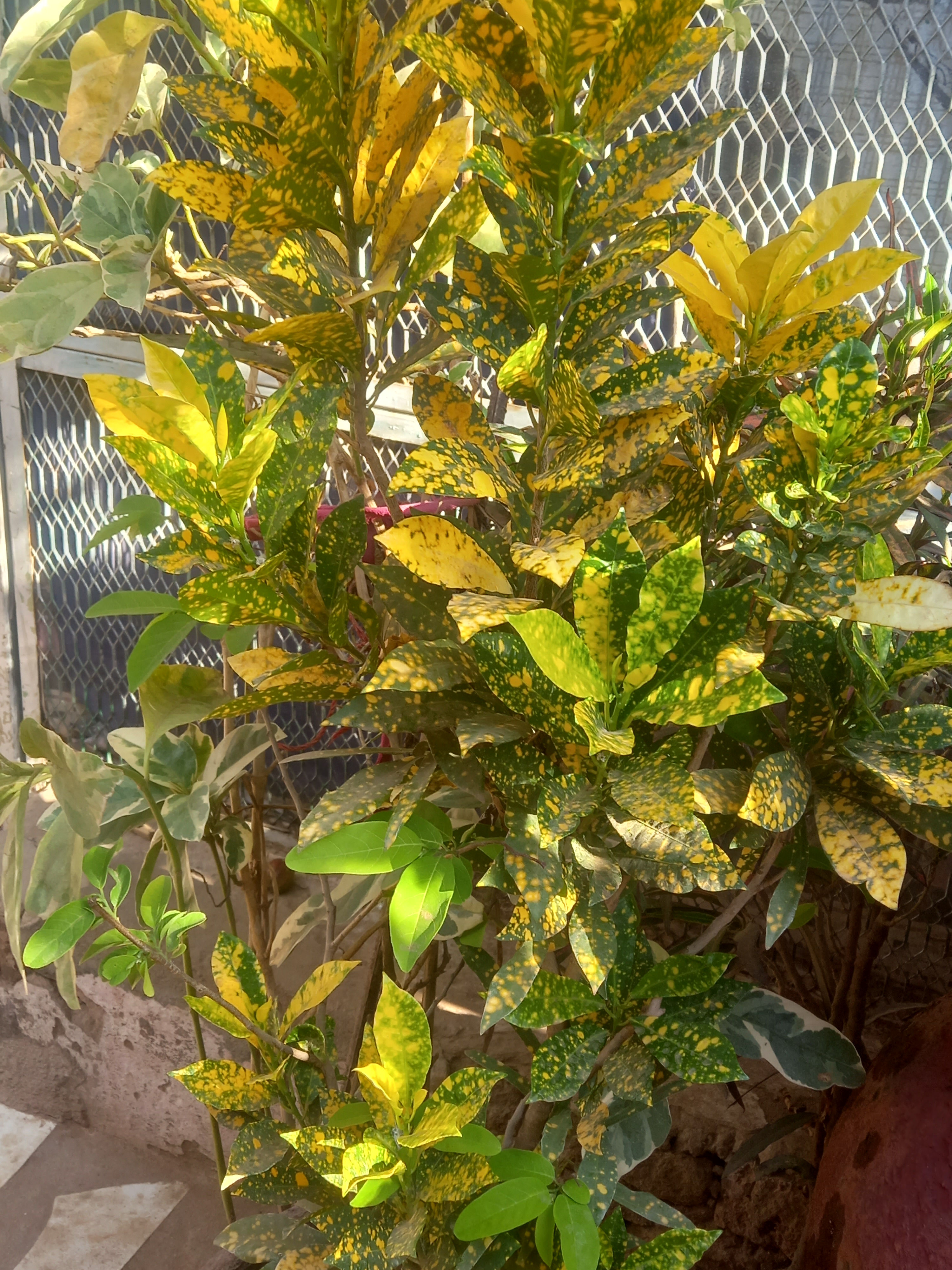

كوديم متباين (الاسم العلمي:Codiaeum variegatum) هو نوع من النباتات يتبع جنس الكوديم من الفصيلة الفربيونية. يعرف أيضاً باسم كروتون الحدائق والكروتون المتبايِن ولكن لا ينتمي إلى جنس الكروتون. تم وصف هذا النوع من النبات علمياً لأول مرة من قبل كارولوس لينيوس سنة 1753 وأدريان-هنري دو جوسيو وغورغ ابرهارد رمفيوس سنة 1824.